# Хадзимихали, Ангелики
Ангелики Хадзимихали (греч. Αγγελική Χατζημιχάλη; 1895, Плака, Аттика — 4 марта 1965, Афины) — греческий историк, фольклористка и художница.

## Биография

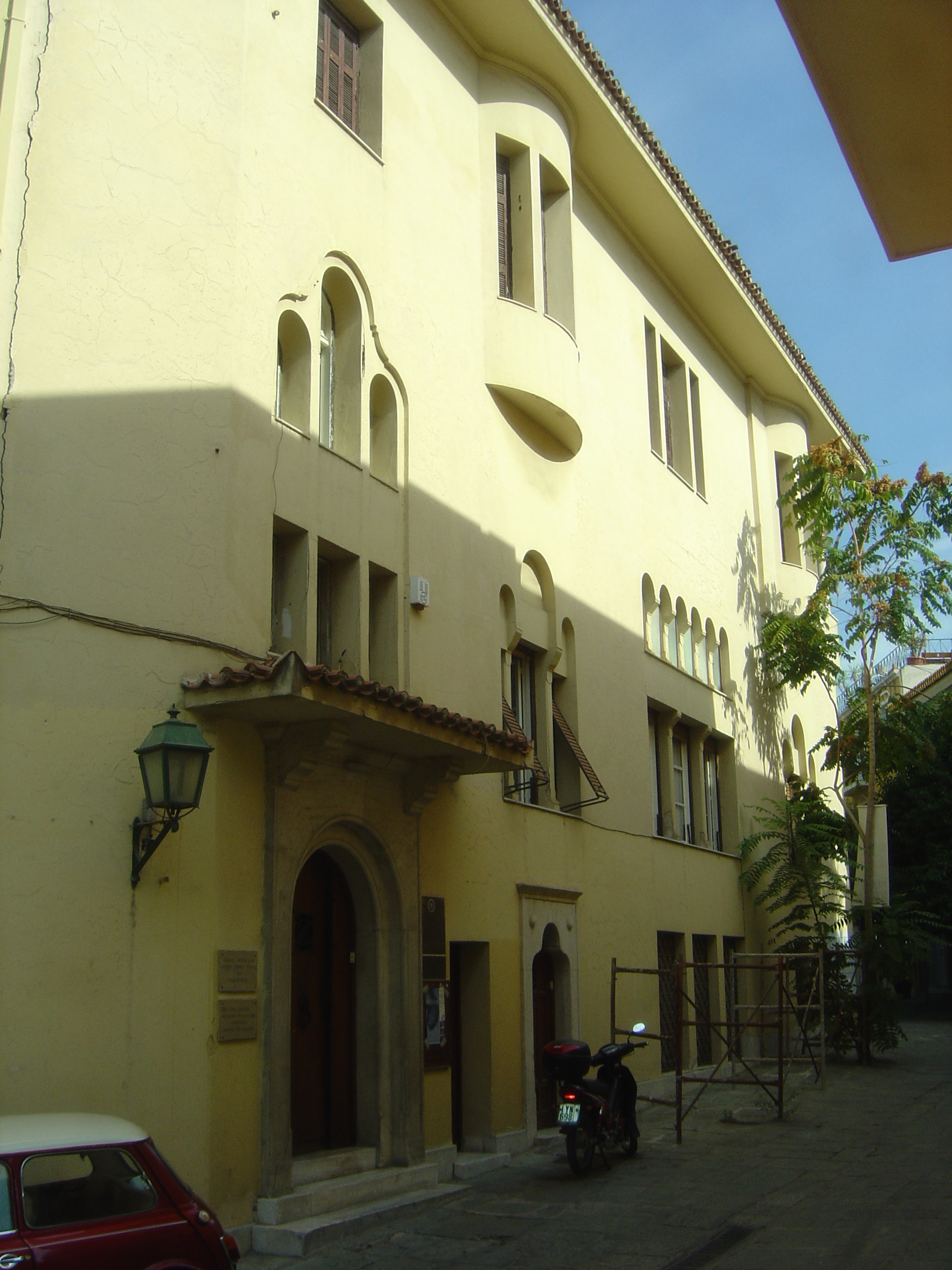
Дом Ангелики Хадзимихали в районе Плака в Афинах, где находится музей

Выросла в Афинах, в районе Плака, где её отец Колывас был журналистом и коллекционером византийских икон. Часть его коллекции выставлена в Византийском музее Афин. Мать Бурния была родом с острова Скирос и привила Ангелики патриотизм.
В недолгом браке с Глистом родила дочь Герсе. Женилась на Платоне Хадзимихали, родила сына Никоса, который потом стал архитектором.
Анжелики посвятила свою профессиональную жизнь изучению истории византийской живописи и современного греческого народного искусства. Она собрала и спасла от уничтожения множество элементов греческого народного искусства и проводила исследования на островах Родос, оккупированный Италией, и Анафи. Она регулярно посещала Македонию и Эпир, где проводила исследования местного фольклора.
Вместе с Никосом Казандззакисом, Ангелосом Сикелианосом и Костисом Паламасом организовала Дельфийский фестиваль в 1927 году. В том же году организовала выставку греческого фольклора в Париже. Спустя год народное искусство Греции было представлено на международной ярмарке в Салониках. В 1930 году состоялся второй Дельфийский фестиваль, в этот период Хадзимихали начала составлять отчёты, обобщая прогресс в распространении и защите греческого народного искусства. В 1937 году было основано первое объединение греческих мастеров, а через год в Греческом доме — первое профессионально-техническое училище с преподаванием греческих народных ремесел. В 1957 году объединение мастеров было признано государственной организацией. Ангелики Хадзимихали подготовила документацию, письма, колонки по созданию условий обучения и распространению народного искусства и его применения в современных ремеслах, живописи и скульптуре.
Умерла в марте 1965 года. По её желанию в доме в районе Плака, где она жила, был создан Центр народного искусства и традиций, который включает в себя музей по изучению греческого фольклора и периодические выставки народного искусства.